# Massiccio del Monte Bianco
Il massiccio del Monte Bianco è un massiccio montuoso appartenente alle Alpi del Monte Bianco (Alpi Graie) che interessa la Valle d'Aosta (Italia) e l'Alta Savoia (Francia) e comprende la cima del Monte Bianco e numerose altre cime.

## Descrizione
La definizione "massiccio del Monte Bianco" non è sempre coerente con le varie classificazioni alpine. Si va da una definizione più ampia, che coincide con la definizione di Alpi del Monte Bianco, ad una più restrittiva. Seguendo la SOIUSA, la quale adotta una scelta più restrittiva, viene definito massiccio del Monte Bianco la parte delle Alpi del Monte Bianco private del massiccio di Trélatête a sud-ovest e del massiccio Dolent-Argentière-Trient a nord-est. Con questa definizione il massiccio va dal Col de Miage (3.356 m) al Colle del Monte Dolent (3.485 m).

### Suddivisione
Secondo la SOIUSA, il massiccio del Monte Bianco è un supergruppo alpino con la seguente classificazione:
- Grande parte = Alpi Occidentali
- Grande settore = Alpi Nord-occidentali
- Sezione = Alpi Graie
- Sottosezione = Alpi del Monte Bianco
- Supergruppo = massiccio del Monte Bianco
- Codice = I/B-7.V-B

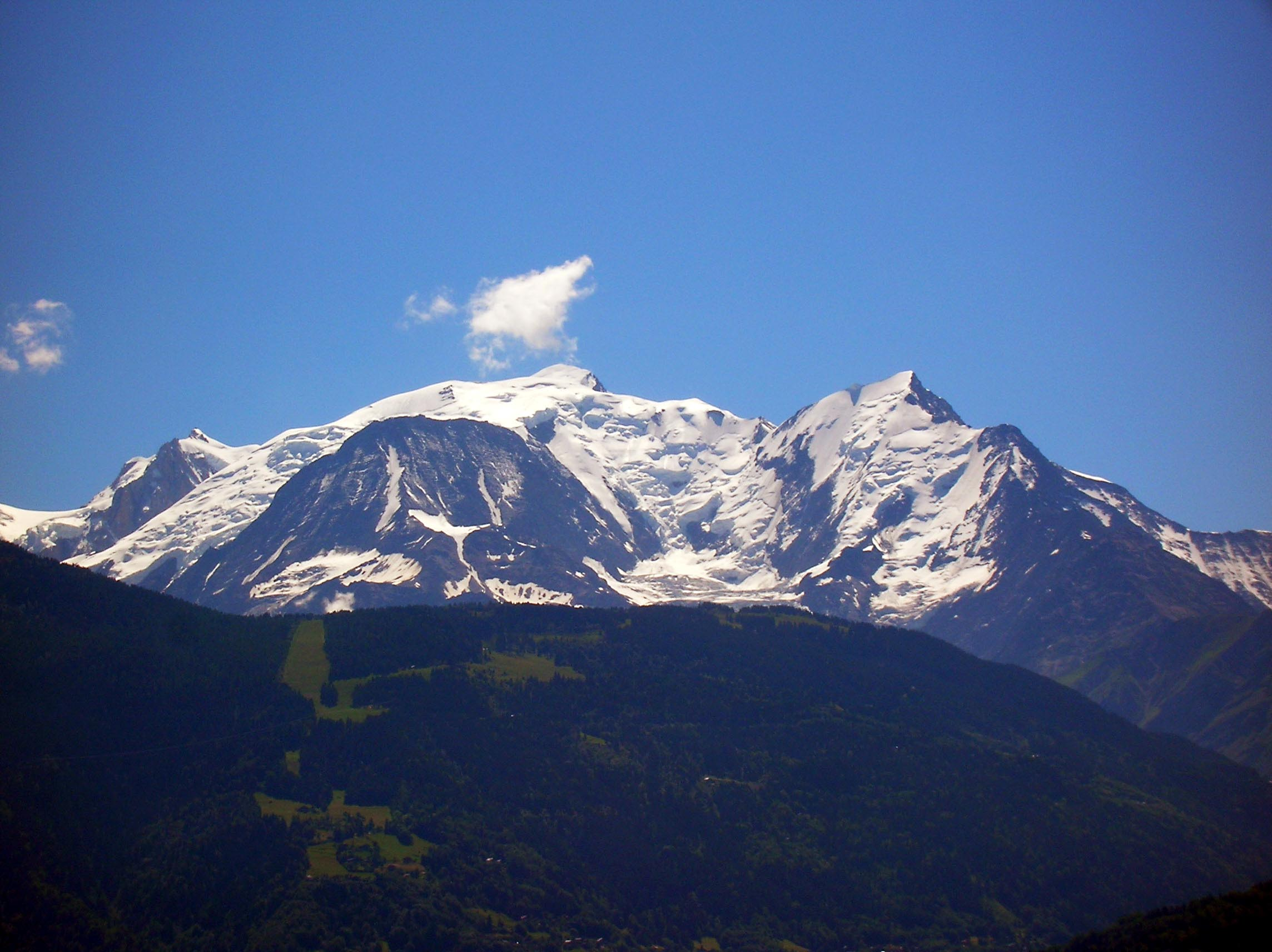
Massiccio del Monte Bianco dal versante francese

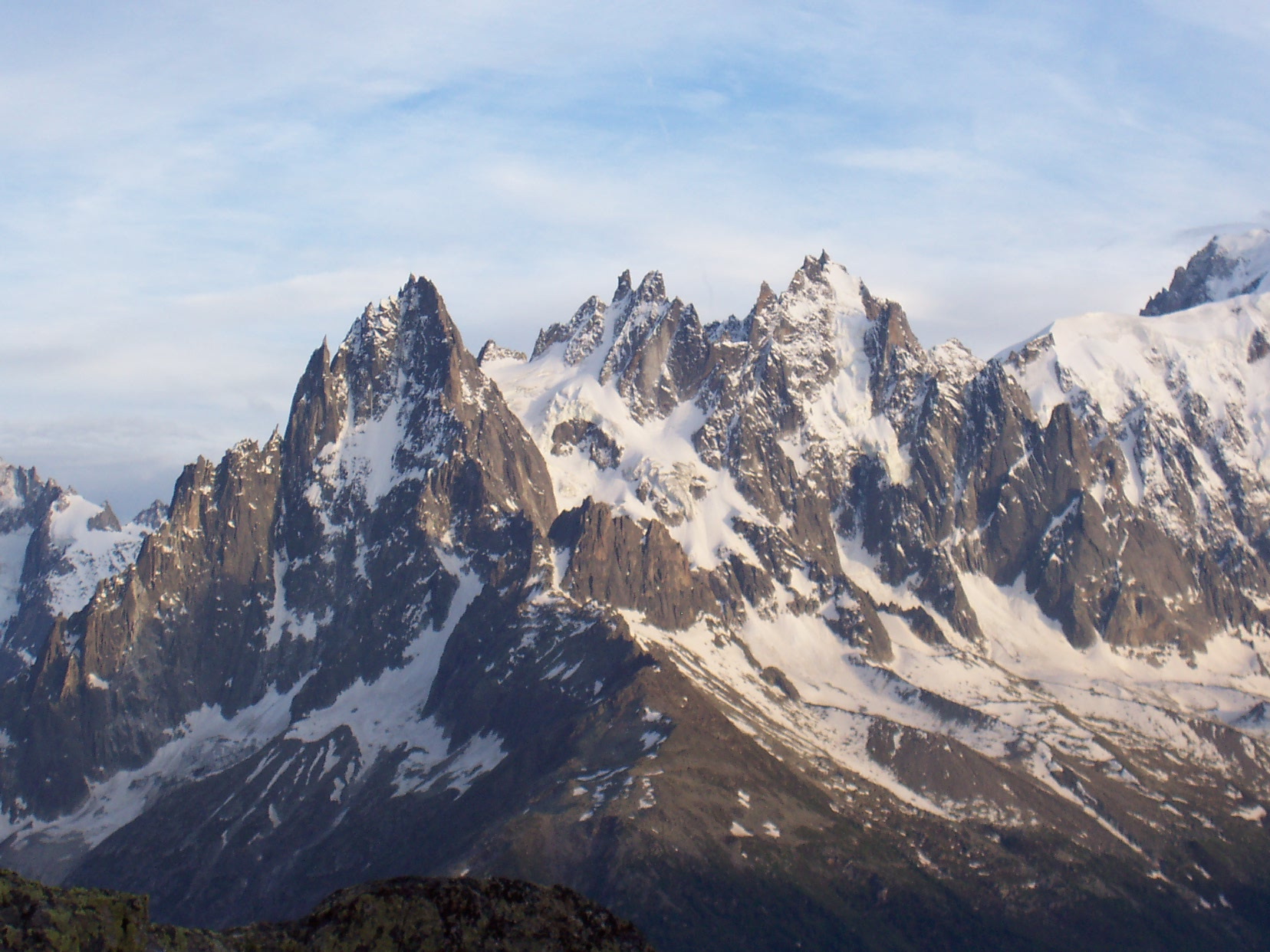
Guglie di Chamonix da nord-ovest

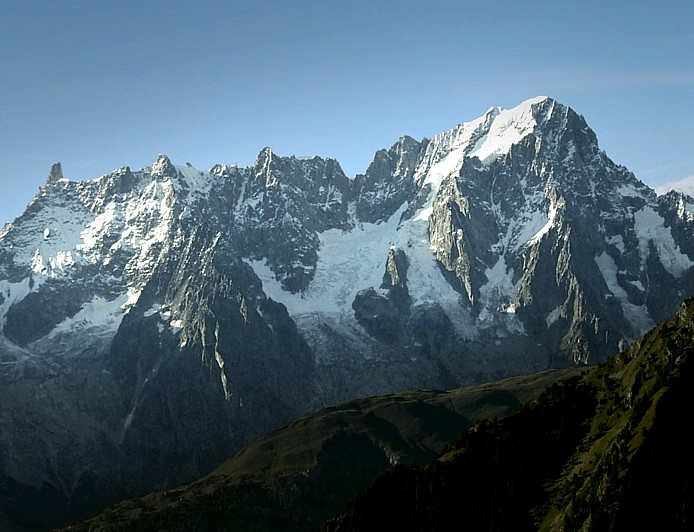
Grandes Jorasses

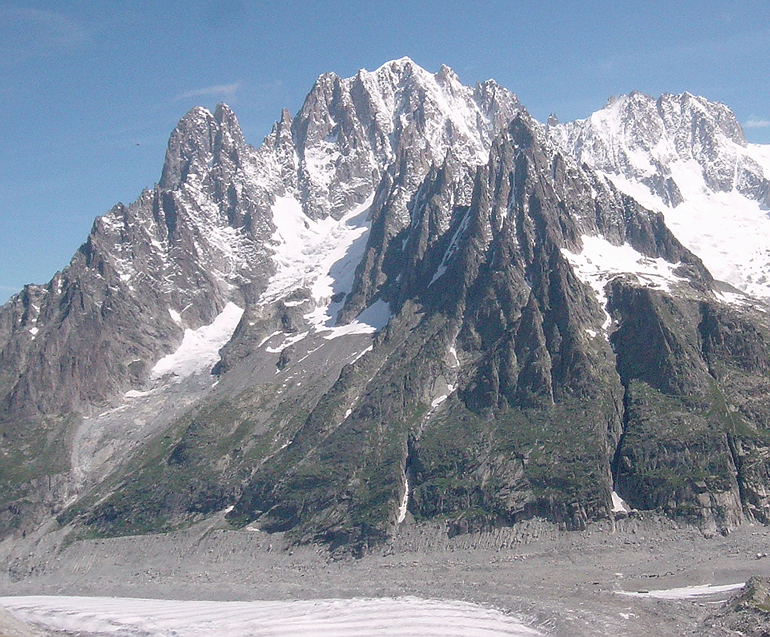
Aiguille Verte

La SOIUSA individua la seguente suddivisione in quattro gruppi e 17 sottogruppi:
- Gruppo del Monte Bianco (2)
  - Gruppo Bionnassay-Goûter (2.a)
    - Cresta Bionnassay-Goûter (2.a/a)
    - Cresta Tricot-Vorassay (2.a/b)
    - Cresta delle Aiguilles Grises (2.a/c)
    - Contrafforti nord-ovest dell'Aiguille du Goûter (2.a/d)
    - Contrafforti settentrionali dell'Aiguille du Goûter (2.a/e)
    - Cresta nord-orientale del Dôme du Goûter (2.a/f)

  - Monte Bianco (2.b)
  - Contrafforti italiani del Monte Bianco (2.c)
    - Costiera dei Rochers du Mont Blanc (2.c/a)
    - Cresta di Brouillard (2.c/b)
    - Cresta dell'Innominata (2.c/c)
    - Cresta di Peuterey (2.c/d)

  - Gruppo del Mont Maudit (2.d)
  - Gruppo del Mont Blanc du Tacul (2.e)
  - Gruppo della Tour Ronde (2.f)
    - Cresta Tour Ronde-Mont de la Brenva (2.f/a)
    - Cresta Aiguille d'Entrèves-Grand Flambeau (2.f/b)
- Catena delle Aiguilles de Chamonix (3)
  - Gruppo dell'Aiguille du Midi (3.a)
  - Gruppo dell'Aiguille du Plan (3.b)
  - Gruppo dell'Aiguille de Blaitière (3.c)
  - Gruppo Charmoz-Grépon (3.d)
- Catena Rochefort-Grandes Jorasses-Leschaux (4)
  - Gruppo di Rochefort (4.a)
    - Cresta Aiguilles Marbrées-Dente del gigante (4.a/a)
    - Cresta Rochefort-Périades (4.a/b)

  - Gruppo delle Grandes Jorasses (4.b)
  - Gruppo di Leschaux (4.c)
- Catena dell'Aiguille Verte (5)
  - Gruppo di Triolet (5.a)
  - Catena Driotes-Courtes (5.b)
  - Gruppo Aiguille Verte-Aiguilles du Dru (5.c)
    - Cresta Aiguille Verte-Drus (5.c/a)
    - Cresta Ségogne-Grands Montets  (5.c/b)

  - Costiera del Moine (5.d)

Altra suddivisione possibile del Massiccio, partendo da sud-ovest verso nord-est, è la seguente:
- Gruppo Bionnassay-Goûter
- Monte Bianco
- Brouillard-Innominata
- Peuterey
- Maudit-Tour Ronde
- Gruppo del Mont Blanc du Tacul
- Midì-Plan -Aiguilles de Chamonix
- Gruppo di Rochefort
- Jorasses
- Leschaux-Talèfre
- Catena dell'Aiguille Verte

## Note

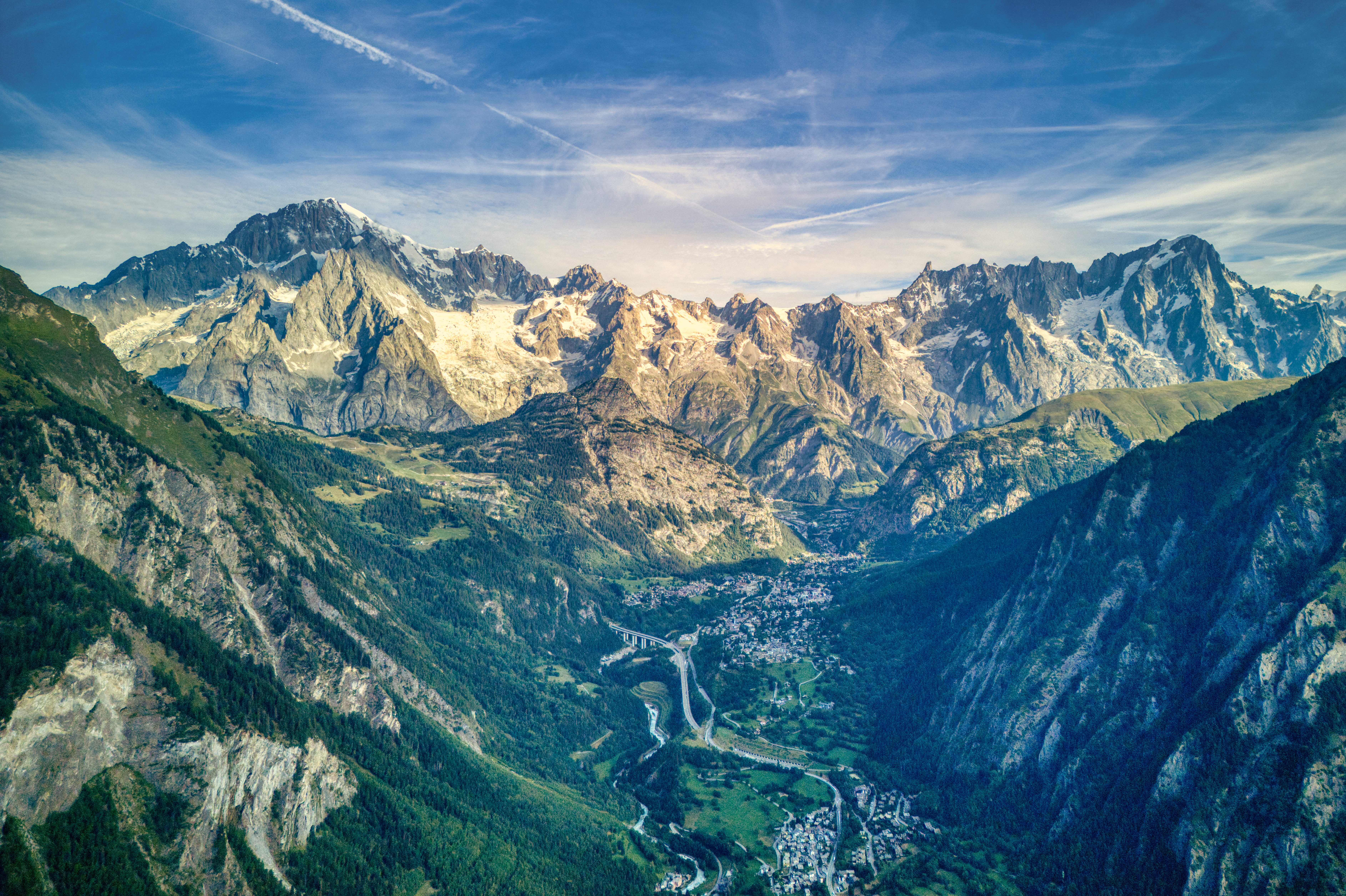
Veduta del massiccio dal Colle San Carlo